# Rijn

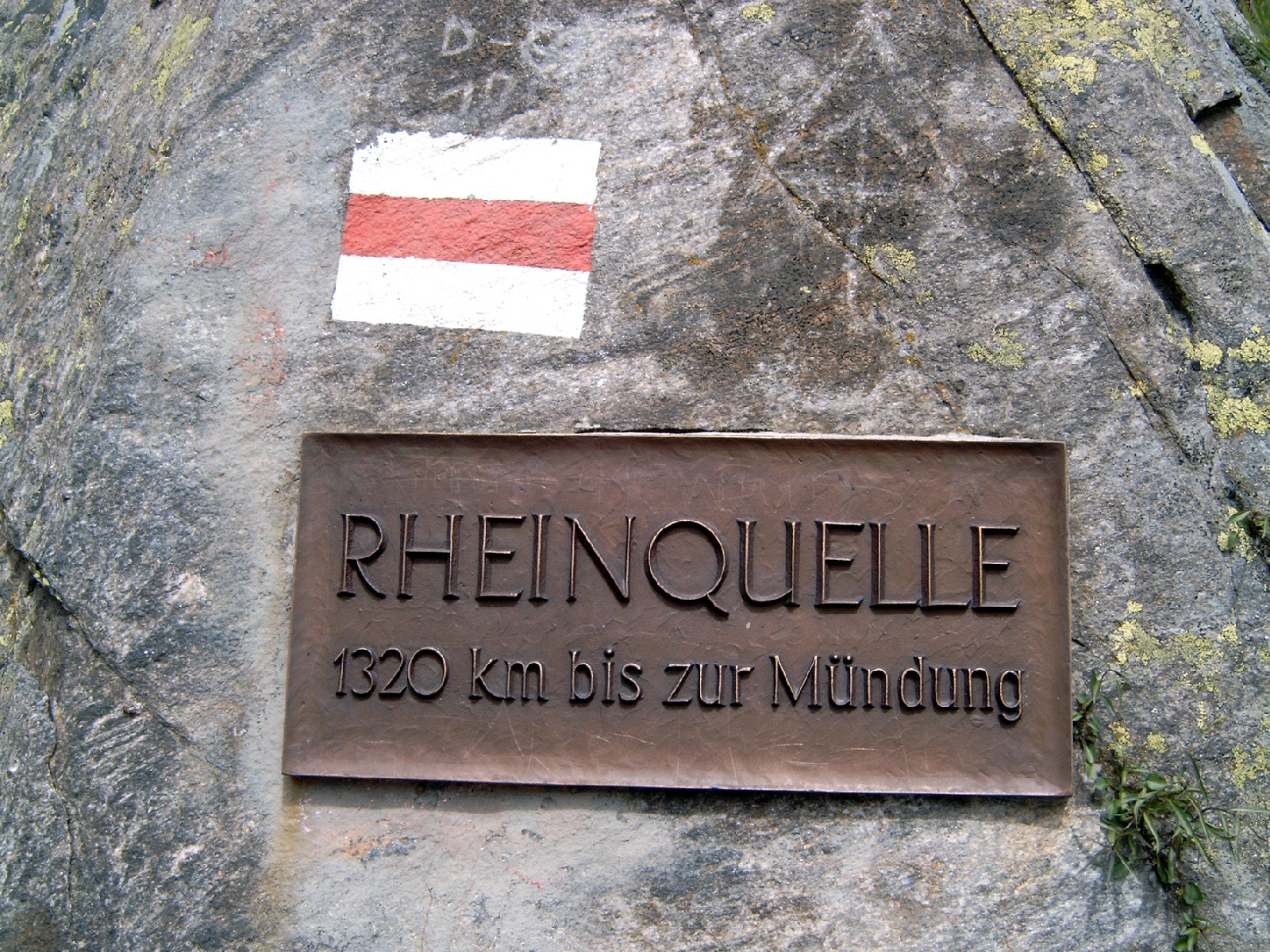
Bordje bij Lai da Tuma, Surselva, Graubünden, Zwitserland waar de Rijn begint. De plaquette houdt het op 1320 kilometer Rijnlengte als gevolg van een schrijffout

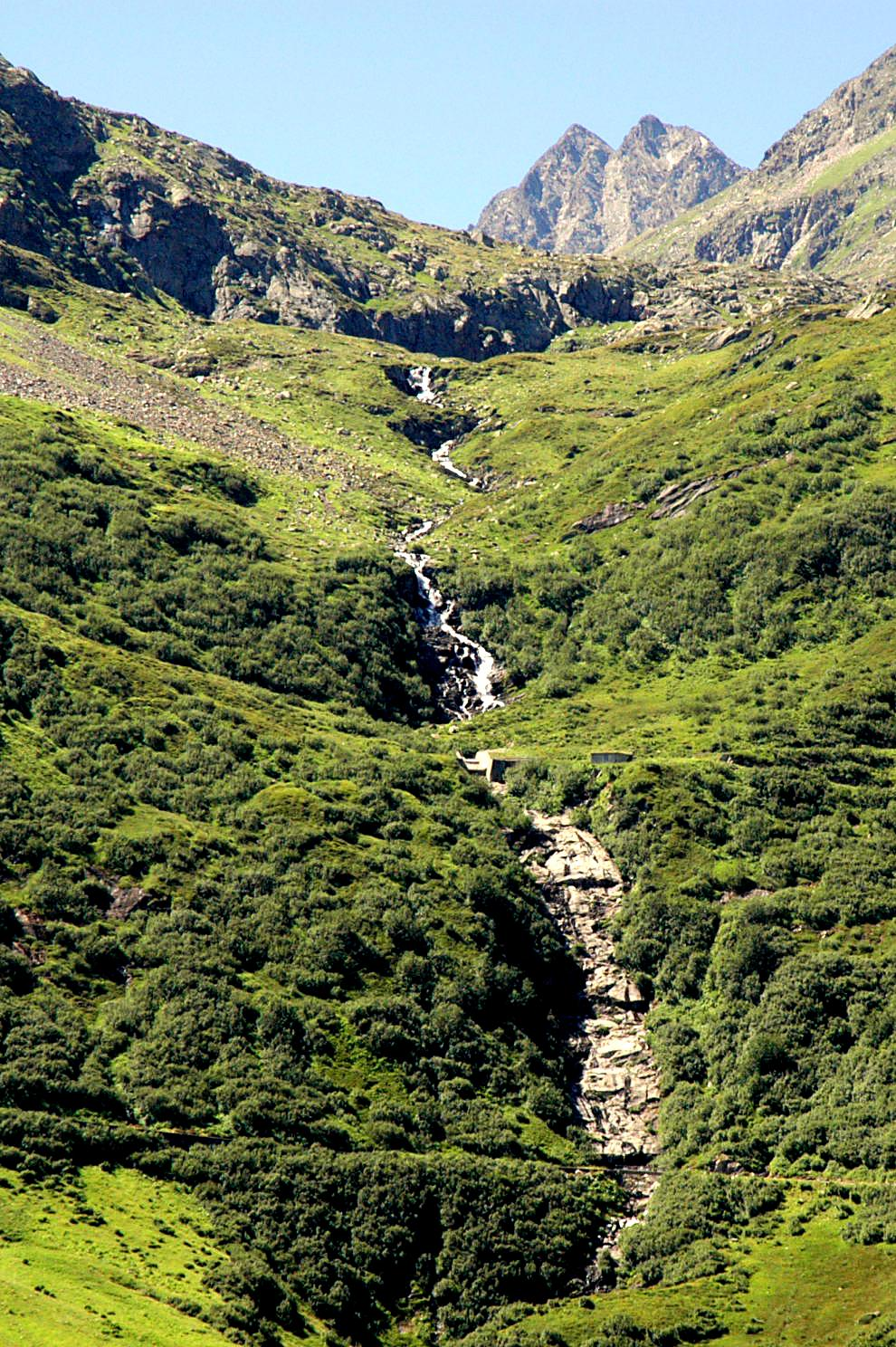
Voor-Rijn, Oberalpgebergte

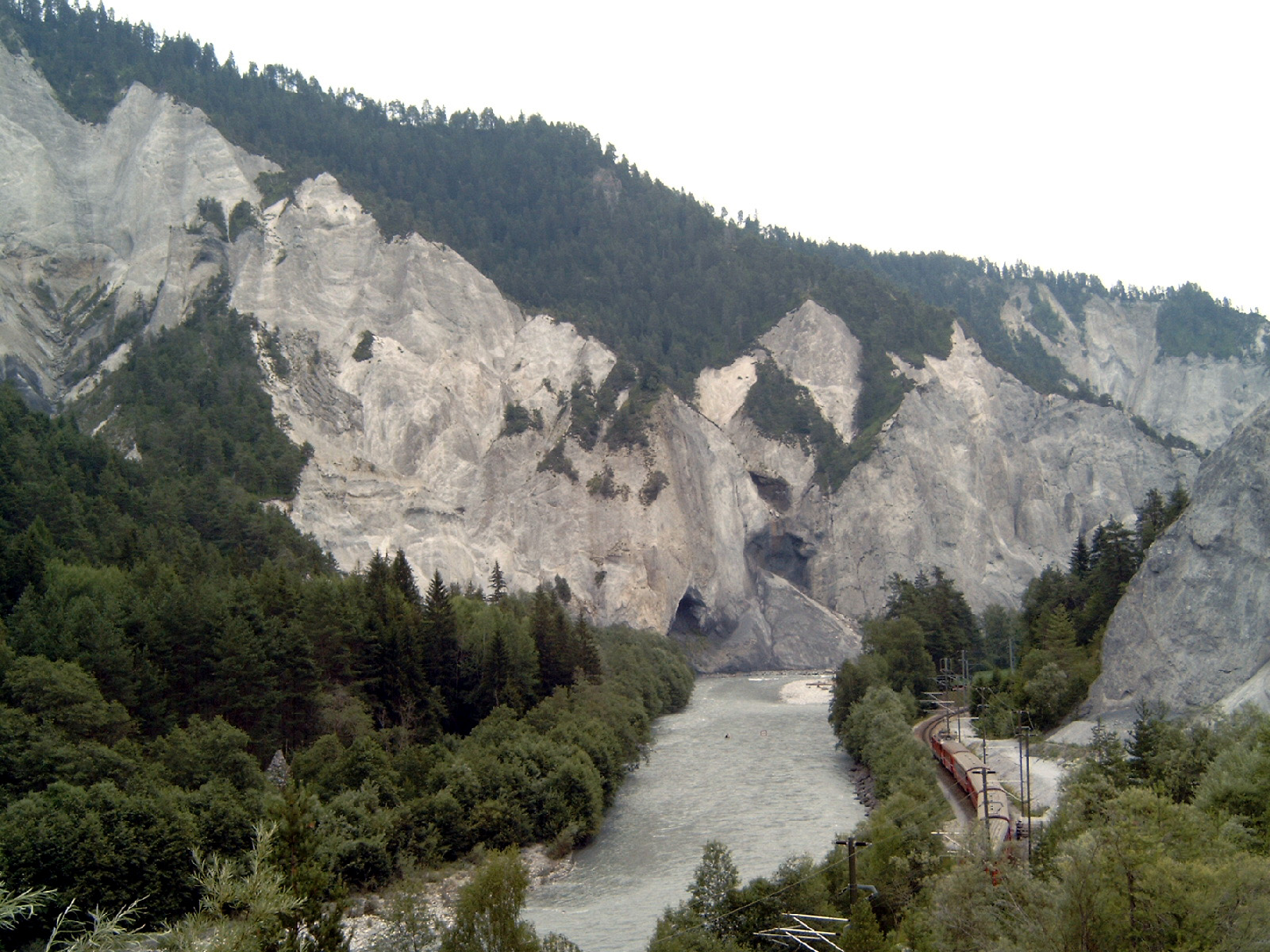
Tussen Ilanz en Chur

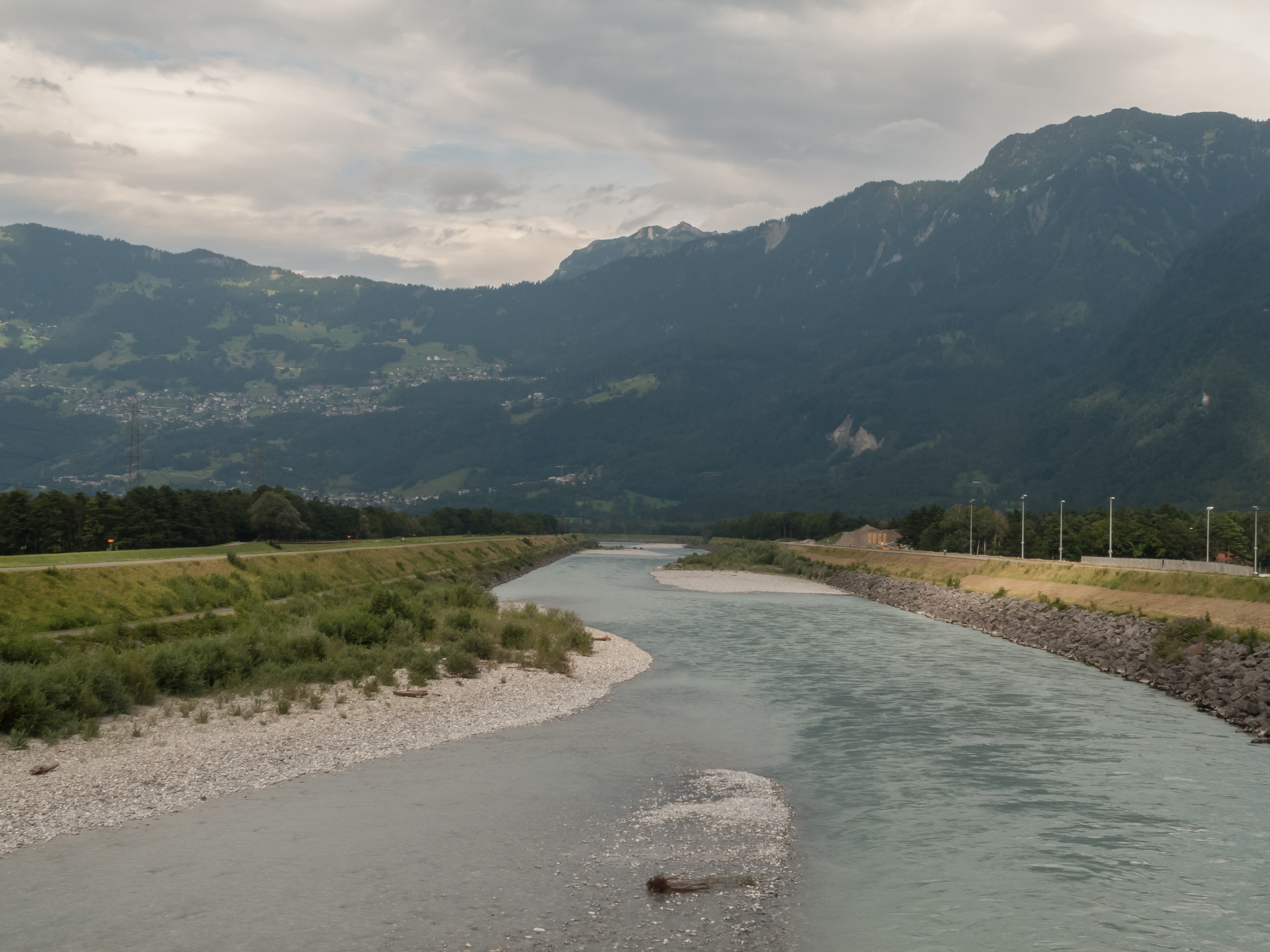
Tussen Balzers en Trübbach

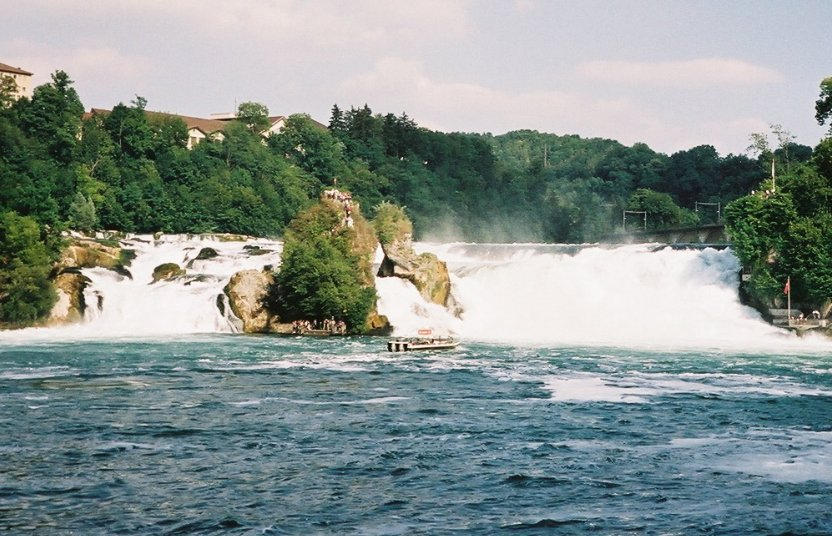
Waterval in de Rijn bij Schaffhausen

Bij Bazel

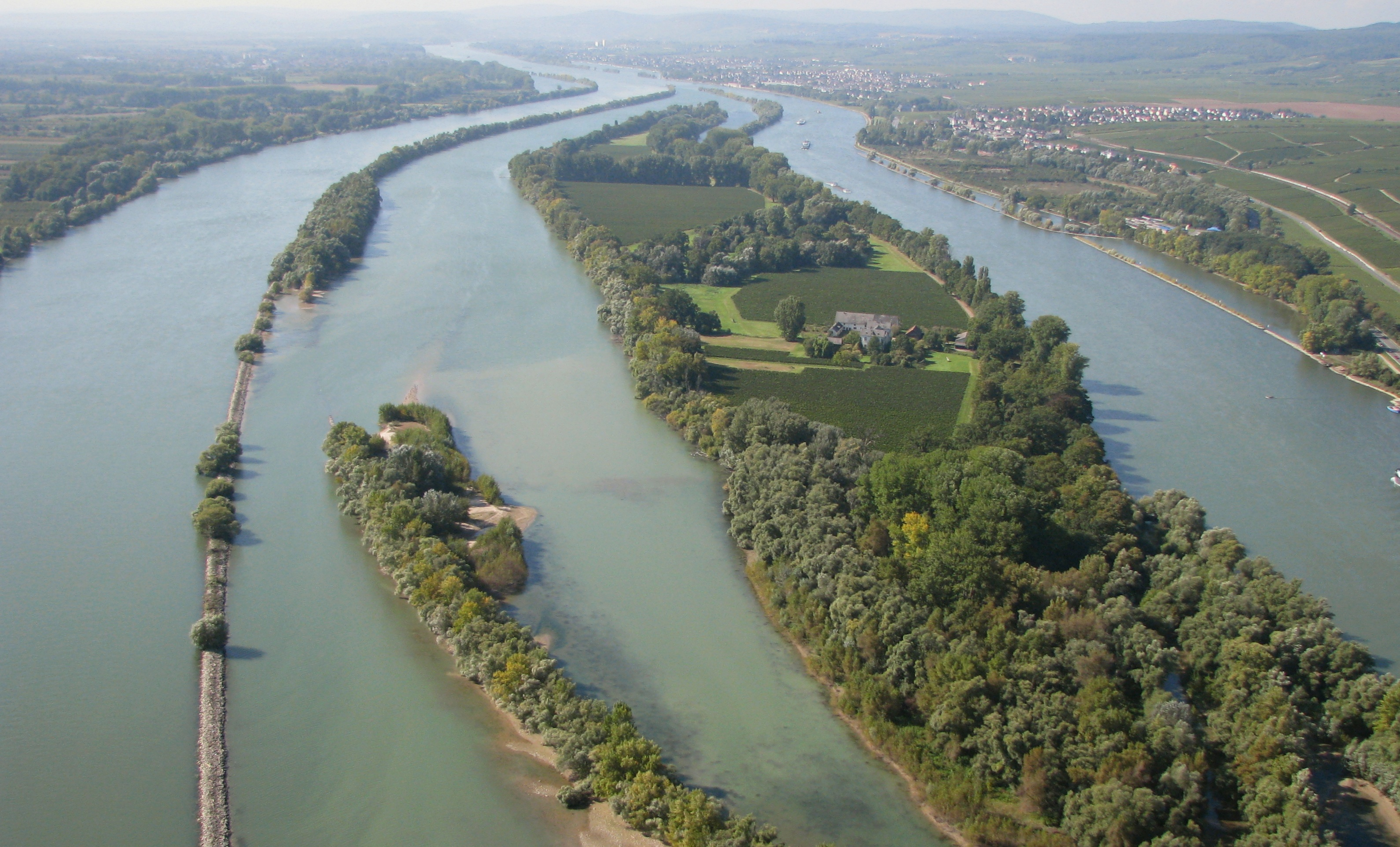
Van Eltville tot aan Bingen

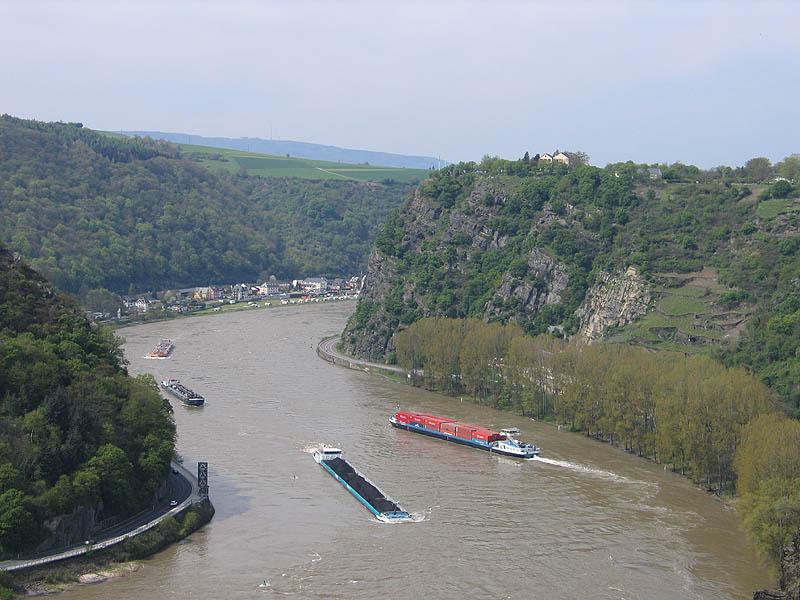
Loreley

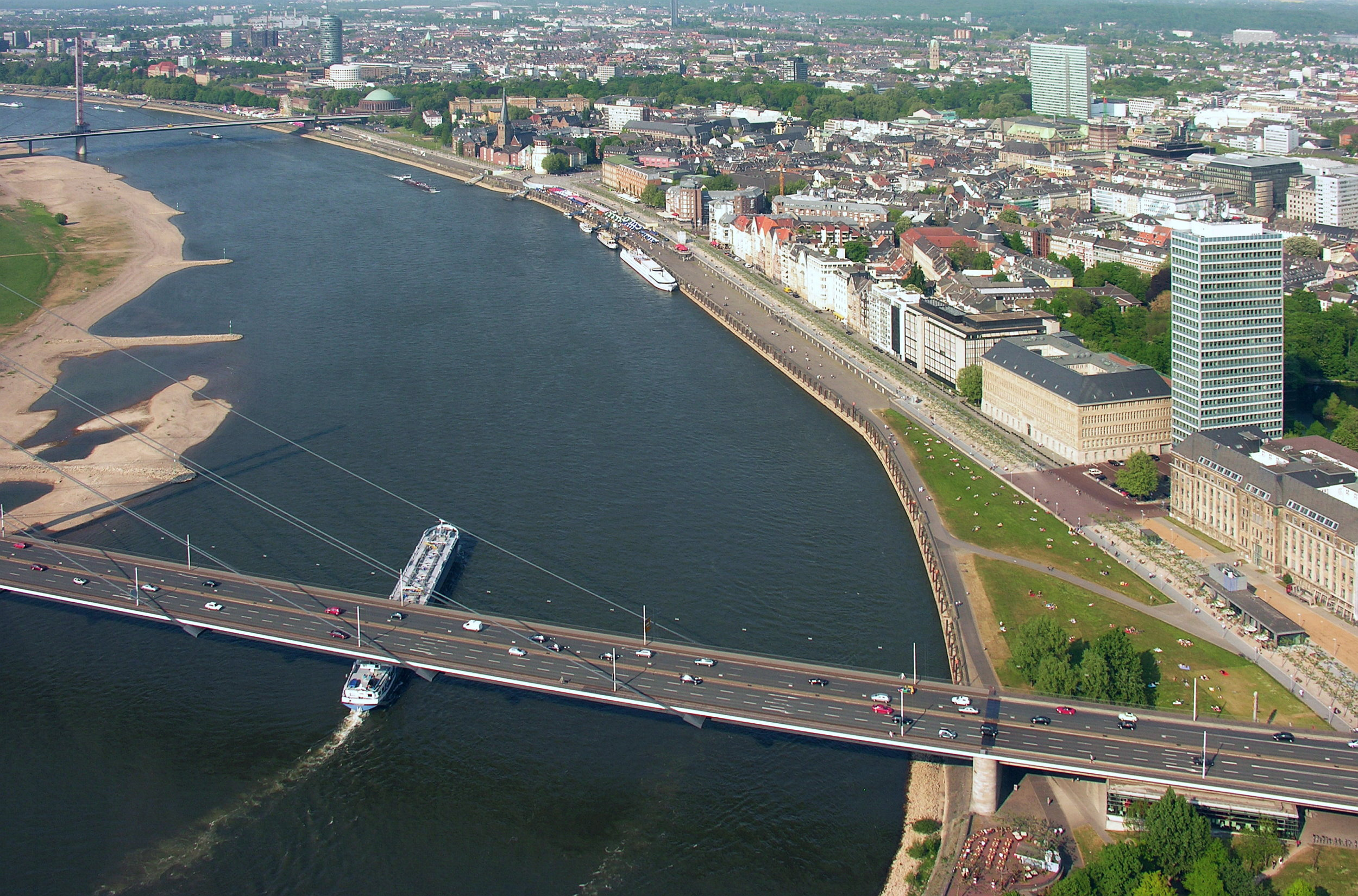
Rijn bij Düsseldorf

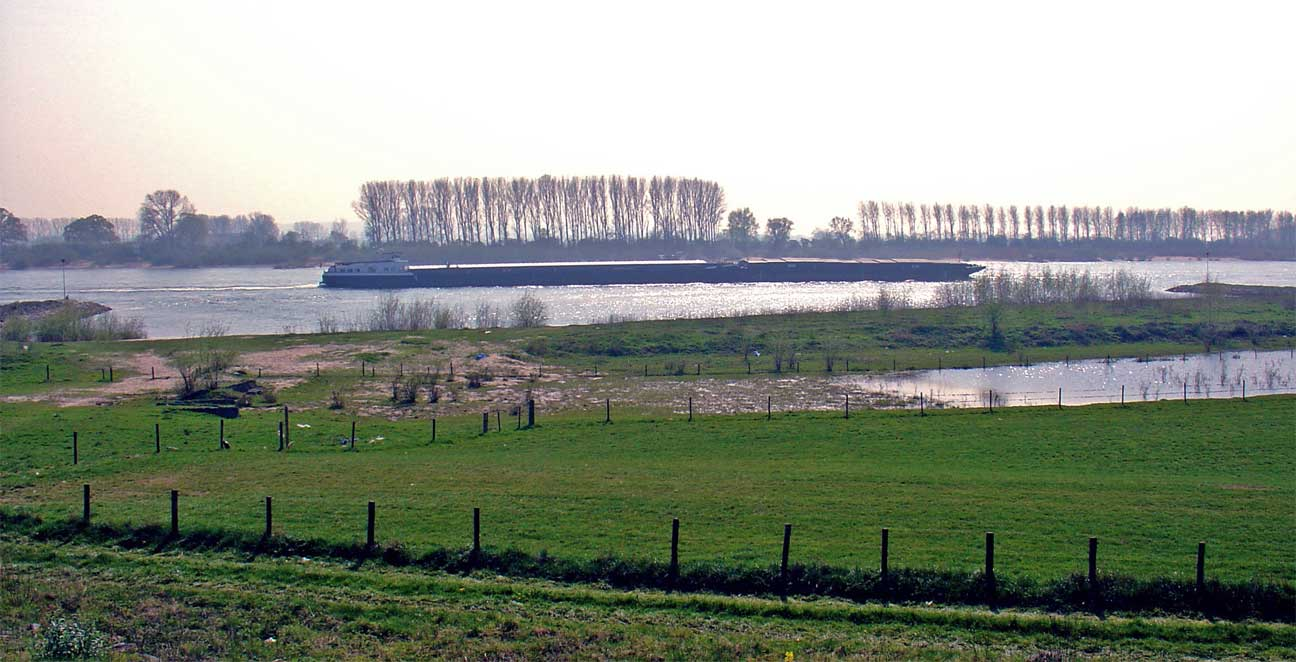
De Boven-Rijn bij Spijk

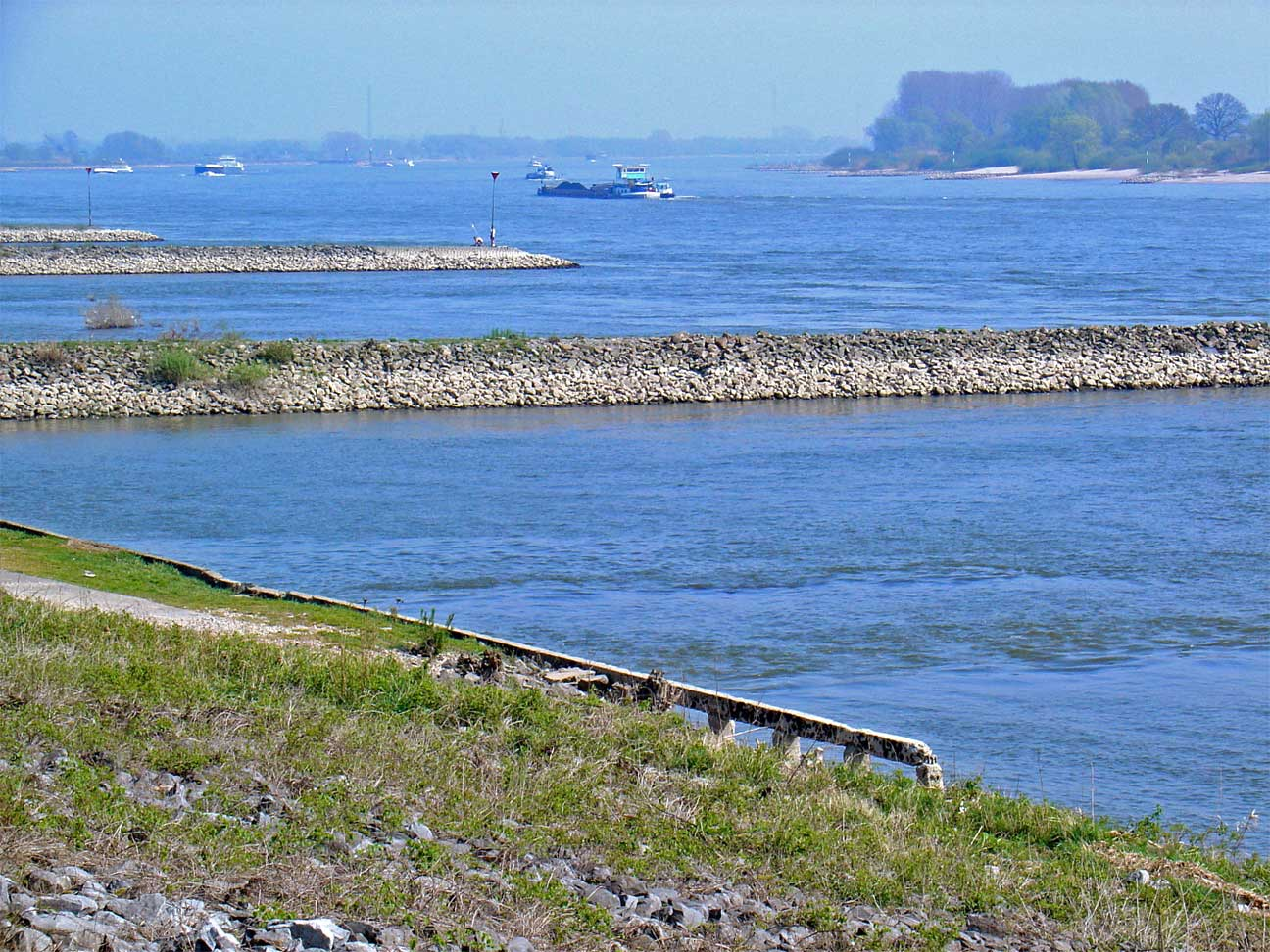
Het Bijlandsch Kanaal bij Tolkamer

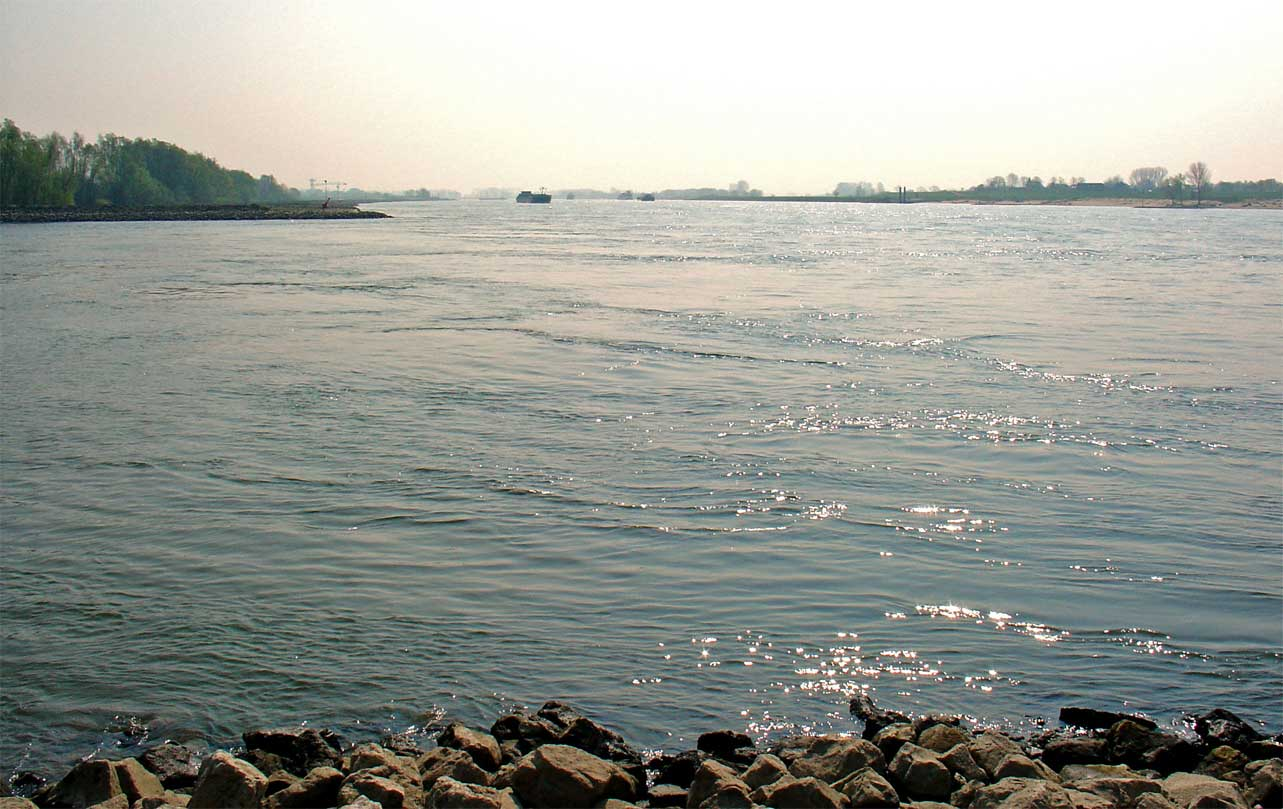
Het Bijlandsch Kanaal bij Millingen aan de Rijn

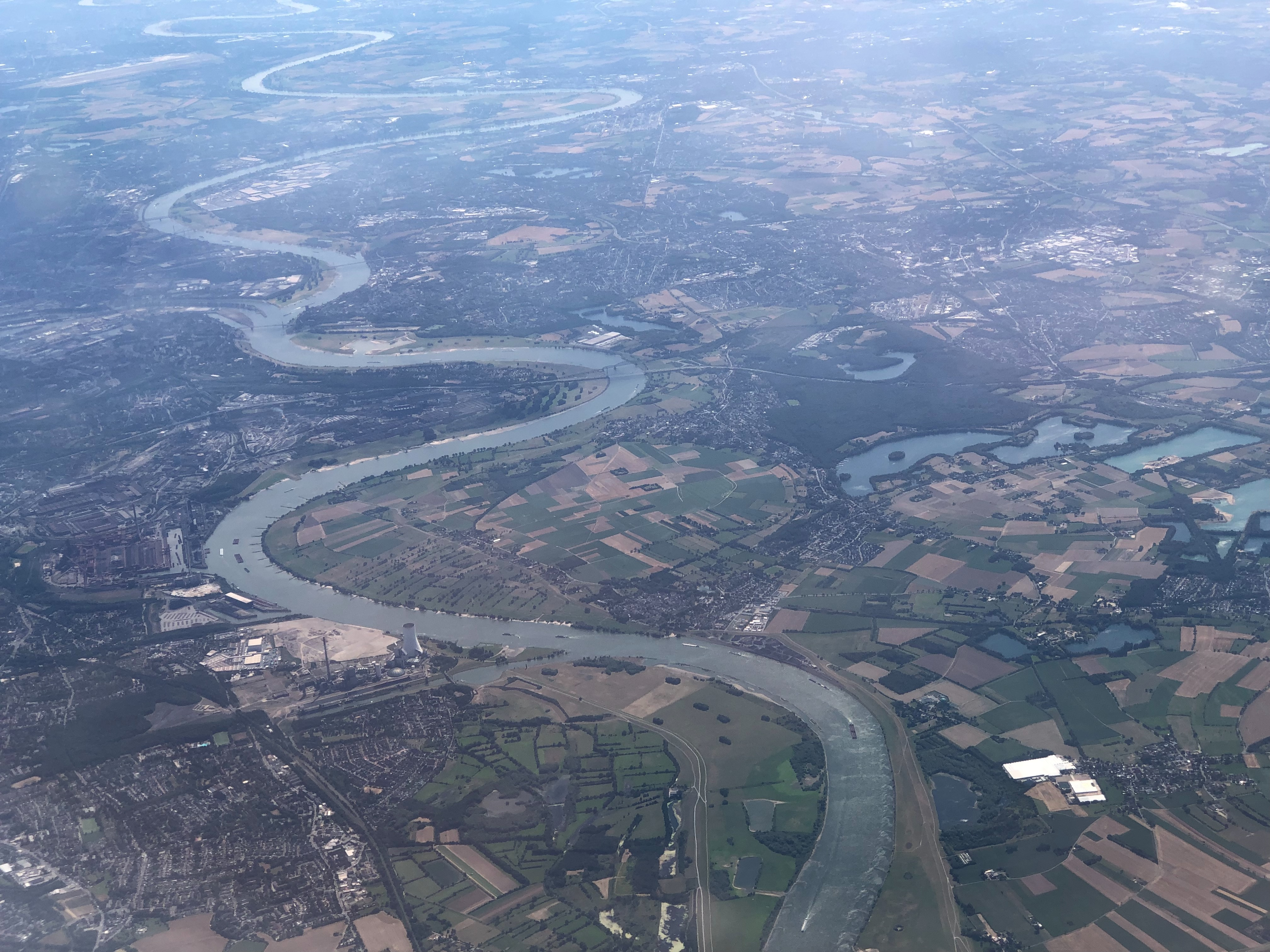
De Rijn van Walsum en Orsoy (vooraan beneden) tot Düsseldorf, Duitsland.

De Rijn (Duits: Rhein, Frans: Rhin, in het Nederlands vroeger ook: Rhijn) is met 1233 kilometer een van de langste rivieren van Europa. 695 kilometer ervan ligt in Duitsland, waar ook het grootste deel van het stroomgebied (120.000 van de 185.000 km²) ligt, 376 kilometer ligt in Zwitserland en 161 kilometer in Nederland.

## Etymologie
De naam Rijn is afkomstig van het Middelnederlandse Rijn, dat via een aangenomen Oudnederlandse vorm *Rīn uit het Oergermaanse *Rīnaz komt. In het Gallisch werd de rivier Rēnos genoemd, in het Latijn Rhēnus, en in het Grieks Ῥῆνος (Rhēnos). De naam komt waarschijnlijk van het Indo-Europese *rei- dat "stromen" betekent.
Het voorkomen van een lange ē in de Latijnse en Griekse namen duidt op Keltische invloed, aangezien de overgang van Indo-Europese ei in lange ē een van de kenmerken van het Keltisch is (ei wordt daarentegen ī in het Germaans en Latijn). Er mag dus aangenomen worden dat de Germaanse en Gallische namen direct uit het Indo-Europees zijn ontstaan, terwijl de Gallische naam waarschijnlijk de bron van de Griekse en Latijnse namen was.

## Naamgeving
De Rijn stroomt door verschillende landen en taalgebieden. Verschillende gedeeltes hebben een eigen naam. Soms ontstaat daarbij verwarring, doordat men verschillende trajecten na vertaling dezelfde naam heeft gegeven, zoals Niederrhein en Nederrijn. Niet vertalen zou die verwarring voorkomen, maar in het gewone spraakgebruik wordt het toch vaak gedaan. Verder hebben sommige trajecten ook nog verschillende namen, wat de verwarring compleet maakt.
Van Zwitserland door Duitsland naar Nederland heet de Rijn in het Duits achtereenvolgens:
- Alpenrhein (Alpenrijn): tot aan het Bodenmeer (gedeeltelijk de grens tussen Zwitserland en achtereenvolgens Liechtenstein en Oostenrijk). De Alpenrijn heeft twee bovenlopen: de Voor-Rijn en de Achter-Rijn, die bij Reichenau-Tamins (Graubünden) samenvloeien. Vanaf dit punt heet de rivier Alpen-Rijn. De Rijn stroomt door het Bodenmeer en vervolgt weer als rivier Hoog-Rijn vanaf Stein am Rhein.
- Hochrhein (Hoog-Rijn): vanaf Konstanz (gedeeltelijk de Zwitsers-Duitse grens).

Het gedeelte vanaf de samenvloeiing met de Aare wordt door de Zwitsers Niederrhein genoemd. Bij Schaffhausen bevindt zich de Rheinfall, de grootste waterval van Europa.
In Duitsland worden verder de volgende benamingen gebruikt:
- Hochrhein: tot Bazel (Zwitsers-Duitse grens).
- Oberrhein (Bovenrijn): tot Bingen (gedeeltelijk de Duits-Franse grens). Door de binnenvaart wordt alleen het gedeelte boven Mannheim "Oberrhein" genoemd. Op dat deel wordt vaak met een bovenrijnloods gevaren.
- Mittelrhein (Middenrijn): tot Bonn. De Rijn, met de Loreley als karakteristiek punt, stroomt hier onder andere langs de Eifel.
- Niederrhein (Benedenrijn): tot aan de Duits-Nederlandse grens. Vanaf Düsseldorf is deze naam ook aanduiding voor een regio: Nederrijn.

In Nederland vertakte de Rijn en zijn delen van de Rijn gegraven ten behoeve van waterhuishouding, veiligheid en scheepvaart. De verschillende gedeelten met vaak uiteenlopende kenmerken hebben elk een eigen naam gekregen. Daarnaast hebben de meeste trajecten van de oorspronkelijke Rijn (van de grens tot Katwijk) in het spraakgebruik ook nog steeds de naam Rijn, maar gebruik van de specifieke naam van elk riviergedeelte verdient de voorkeur. 
Waar de Rijn Duitsland verlaat, heet de waterweg:
- Boven-Rijn van de grens bij Spijk tot de Pannerdense Kop. Dit is inclusief het Bijlandsch Kanaal en - in de Nederlandse taal - ook inclusief de Duitse linker rivierhelft van Spijk tot Millingen, welk stukje grensrivier in de Duitse taal Niederrhein wordt genoemd.
- Bijlandsch Kanaal van de werf in Tolkamer tot het centrum van Millingen. Dit traject wordt bij voorkeur eveneens Boven-Rijn genoemd.

De splitsing van de Rijn lag vanouds bij Schenkenschanz. In de 18e eeuw is een kilometer stroomafwaarts van Millingen een tweede splitsingspunt aangelegd: de Pannerdense Kop. Daarna werd de eerste meander van de oorspronkelijke Waal doorgraven (zie Vertakkingen in Nederland). De Pannerdense Kop is het begin van de Rijndelta. De Boven-Rijn splitst zich hier in:
- De Waal, deze zuidelijke tak is thans de hoofdstroom. Hij loopt langs Nijmegen en bij Woudrichem, waar vanouds de samenvloeiing van de Maas in de Waal was, wordt de Waal Boven-Merwede. De Boven-Merwede splitst bij Werkendam in Beneden-Merwede, die bij Dordrecht splitst in de Oude Maas en de Noord, en de gegraven Nieuwe Merwede. Deze laatste komt uit in het Hollandsch Diep en vloeit daar samen met de Amer, de voortzetting van de Maas. Iets verderop splitst de Dordtsche Kil af, die bij Dordrecht in de Oude Maas komt. Het Hollandsch Diep wordt iets voorbij Willemstad het Haringvliet, wat in de Noordzee uitstroomt via grote spuisluizen.
- Het Pannerdensch Kanaal tussen de Pannerdense Kop en het gemaal Kandia, tegenover de steenfabriek van Angeren. Dit gegraven gedeelte komt uit in de Nederrijn, de noordelijke tak, die oorspronkelijk de hoofdtak was. Soms wordt ook het gedeelte tussen het gemaal Kandia en de IJsselkop Pannerdensch Kanaal genoemd. Dit is echter onjuist.

Tussen Westervoort en Arnhem-Zuid ligt de IJsselkop. Hier takt de IJssel af van de Nederrijn.
- De IJssel, die naar het noorden gaat, langs Zutphen, Deventer en Zwolle stroomt en net voorbij Kampen via het Ketelmeer in het IJsselmeer uitkomt.
- De Nederrijn stroomt verder, langs Arnhem en Rhenen tot Wijk bij Duurstede. Daar is weer een splitsing in:
  - Kromme Rijn, de oude hoofdtak, die al in de 9e eeuw begon te verzanden en in 1122 werd afgesloten. Deze oude tak loopt langs Utrecht, delen van de Oude Gracht waren eens Rijn. Bij de Weerdsluis splitst de Vecht af. Deze oude rivier stroomt naar het noorden en mondt bij Muiden uit in het IJmeer. De Rijn zet zich voort naar het westen als Leidse Rijn tot Harmelen, een in de Middeleeuwen gegraven gedeelte, en Oude Rijn via Leiden naar Katwijk en mondt daar uit in de Noordzee.
  - De Lek, dit is dus volledig de voortzetting van de Nederrijn. Bij Slikkerveer is er een samenvloeiing met de Noord en krijgt deze rivier de naam Nieuwe Maas. Via de Noord komt er veel Waalwater bij, maar bijna geen Maaswater. In het Botlekgebied komt de Oude Maas uit in de Nieuwe Maas en heet dan het Scheur. Bij Maassluis begint de gegraven Nieuwe Waterweg, die uitkomt in de Noordzee. De oorspronkelijke monding van de Oude Maas is afgesloten.

## Stroomgebied
De grens van het stroomgebied van een rivier, zoals de Rijn, met dat van andere rivieren noemt men waterscheiding. Vooral in het deltagebied is het vaak onduidelijk waar de waterscheiding is en welke rivieren zelfstandig in zee uitkomen, of nog in de delta afvloeien en dus zijrivier zijn. Zo is de Maas een zijrivier van de Rijn, omdat hij in het Hollandsch Diep uitkomt. Het is duidelijk dat de IJssel een aftakking is van de Nederrijn en dat hij dus met al zijn zijrivieren tot het stroomgebied van de Rijn behoort. Ook de voortzetting in het IJsselmeer en alles wat daarin uitkomt horen erbij.

### Zwitserland
De Rijn ontspringt in Graubünden, in de Zwitserse Alpen, waar twee bronrivieren (de Voor-Rijn en de Achter-Rijn) ontspringen. De Voor-Rijn is de langere van de twee, daarom wordt de totale lengte van de rivier vanaf de Voor-Rijn gemeten. De Voor-Rijn ontstaat uit een aantal beken in het Oberalpgebergte en komt bij Tamins-Reichenau, even ten westen van Chur, samen met de Achter-Rijn, die begint aan de voet van de Paradiesgletsjer in de Adula-Alpen bij de San Bernardinopas. De Italiaanse Rijn van Lei stroomt via de Aversrijn in de Achter-Rijn. Zodoende beslaat het stroomgebied van de Rijn een miniem stuk Italië. Na het samenvloeien van Voor- en Achter-Rijn krijgt de rivier de naam Alpenrijn (Alpenrhein). De Alpenrijn vormt achtereenvolgens de grens tussen Zwitserland en Liechtenstein en die tussen Zwitserland en Oostenrijk, alvorens uit te komen bij het Bodenmeer, dat grotendeels door het Rijnwater wordt gevoed. Na Stein am Rhein stroomt de Rijn als Hochrhein weer verder. De oude brug in Konstanz is het nulpunt voor positieaanduidingen langs de Rijn in Rijnkilometer. Bij Schaffhausen stort de rivier zich van de Rheinfall: de grootste waterval van Europa. De Rheinfall is 150 meter breed en 23 meter hoog. In de zomer stroomt er per seconde 600 kubieke meter Rijnwater over de rotsen.
De Rijn en zijn zijrivieren in Zwitserland hebben een alpine afvoerregiem met hoogwaters in de zomer als de sneeuw smelt, die in de winter is blijven liggen. De Duitse zijrivieren zijn regenrivieren met hoogwaters in de winter. Doordat verder het debiet van de Rijn bij Bazel al 45 % is van de Rijn bij Lobith, is de totale afvoer van de rivier vrij stabiel. De aanwezigheid van de Rijn en zijn zijrivieren in het berglandschap wordt gekenmerkt door sterke erosie, waarbij de vaak snelstromende rivieren zeer grof grind in beweging zetten. Het sediment komt terecht in het Bodenmeer, in andere meren en in de Oberrhein. Deze meren zijn gevormd door de grote gletsjers tijdens de Würm-ijstijd en zijn geologisch gezien erg jong.

### Duitsland en Frankrijk

#### Bovenloop
Tussen Bazel en Breisach am Rhein is de rivier niet bevaarbaar, maar ten westen van de Rijn, op Frans grondgebied, is het Grand Canal d'Alsace (de “nieuwe Rijn”) parallel aan de Rijn (de “oude Rijn”) gegraven. Daartussen ligt een eiland dat ruim 50 km lang is.
Het deel van de rivier vanaf de Rijnknie in het centrum van Bazel tot aan Bingen wordt de Oberrhein (Boven-Rijn) genoemd. De Rijn vormt hier de Duits-Franse grens. De Oberrhein stroomt in noordelijke richting door de Boven-Rijnse Laagvlakte. Deze is ongeveer 40 kilometer breed, maar strekt zich in de lengte uit van Bazel tot voorbij Frankfurt. Onder de laagvlakte ligt de Boven-Rijnslenk. De Rijn stroomt hier door een gebied met bodemdaling, omgeven door gebieden met bodemstijging, zoals het Zwarte Woud en de Vogezen. De daling van de ondergrond werd gecompenseerd door de grote hoeveelheid sediment, die de Rijn in dit bekken heeft gebracht. Deze sedimentatie op de dalende bodem brengt echter geen lineair of gelijkmatig verloop van het bodemniveau in de laagvlakte en dus ook niet in het verhang (de 'helling') van de rivier. Deze is tussen Bazel en Straatsburg bijna 1 m/km, maar tussen Mannheim en Bingen slechts 1⁄10 deel daarvan. De stroomsnelheid loopt hierbij dan ook terug van ongeveer 20 km/h tot 5 km/h bij hoogwater. De sedimenten die dan blijven liggen zijn (grof) grind bij Bazel, maar bij Bingen alleen zand en klei. Dat heeft ook gevolgen voor de natuur van de rivier stroomafwaarts.

#### Middenrijn
Het deel tussen Bingen en Bonn heet de Mittelrhein (Midden-Rijn). De geografische regio Mittelrhein (Midden-Rijndal) dankt aan deze rivier zijn naam. De Rijn gaat hier door een smal doorbraakdal, over een rotsige bodem met vele ondiepten en kleine eilandjes. Veel rotsen zijn opgeruimd om de scheepvaart mogelijk te maken. De grootste lag bij de ingang van het Rijndal, het Binger Loch. Daar lag een aaneengesloten rif van kwartsiet dwars over de hele rivier, waarlangs zelfs de kleine schepen van de middeleeuwen niet konden passeren. Het Rijndal en de Rijnbodem zijn het resultaat van erosiekracht van de rivier en de mate van bodemstijging van het Rijnlands leisteenplateau. De erosie van de Mittelrhein is verzwakt omdat de rivier maar weinig rollende grindstenen met zich meevoert. Die zijn immers in de Oberrhein gebleven door de geringe stroomsnelheid daar. Door de natuurkrachten is zo een dal gevormd waarbij de bergen soms tot direct aan de rivier komen, zoals de Loreley bij Sankt Goarshausen op Rkm 555. Deze steile rots torent 132 meter boven de rivier uit, die met een scherpe bocht om de rots heen slingert. De Mittelrhein is op dat punt op zijn smalst, slechts 145 meter, en met 25 meter ook op zijn diepst. Bovendien staat er een gevaarlijke stroming. Ook verticaal vanuit de diepte stroomt het, waardoor ook grote moderne schepen soms in moeilijkheden komen. In de jaren zeventig van de 20e eeuw zijn de laatste gevaarlijke riffen bij de Loreley en elders verwijderd. De grillen van de natuur, samen met de vele kastelen op de bergranden, de wijngaarden en de mooie plaatsen brengen al sinds het begin van de 19e eeuw veel toerisme. Bij Koblenz vloeit de Moezel in de Rijn. Dit markante punt wordt Deutsches Eck genoemd. Verder stroomafwaarts ligt de Eifel aan de linkeroever van de Rijn. Dit vulkanisch gebergte is nog latent actief.

#### Benedenloop
Vanaf de samenvloeiing met de Sieg bij Bonn, wanneer de Noord-Duitse Laagvlakte bereikt is, wordt het deel van de rivier tot aan de Nederlandse grens Niederrhein genoemd. Deze Niederrhein ligt geheel in Noordrijn-Westfalen en stroomt aanvankelijk door een dichtbevolkt stedelijk gebied en vanaf Wesel door een landelijke regio. In Keulen voeren negen bruggen over de Rijn, in Düsseldorf zeven, in Krefeld een, in Duisburg zes, in Wesel een met verderop de Rijnbrug Rees-Kalkar. Bij Emmerik wordt de vierhonderd meter brede rivier overspannen door de rijnbrug bij Emmerik, de langste hangende verkeersbrug van Duitsland.
De haven van Duisburg wordt gezien als de grootste binnenhaven van Europa. In deze haven begint ook het Rijn-Hernekanaal dat verbinding geeft op het Dortmund-Eemskanaal. In Duisburg is de samenvloeiing met de Ruhr. De Niederrhein stroomt verder langs het Duitse Ruhrgebied en door de regio Niederrhein. Het Ruhrgebied was tot in de jaren tachtig van de twintigste eeuw verantwoordelijk voor een groot gedeelte van de vervuiling waarmee de Rijn te kampen had. Deze problematiek is vrijwel opgelost. Bij Wesel vloeit de Lippe samen met de Rijn. Parallel aan de Lippe vormt het Wesel-Dattelnkanaal daar een west-oost scheepvaartverbinding naar het Dortmund-Eemskanaal.

### Nederland

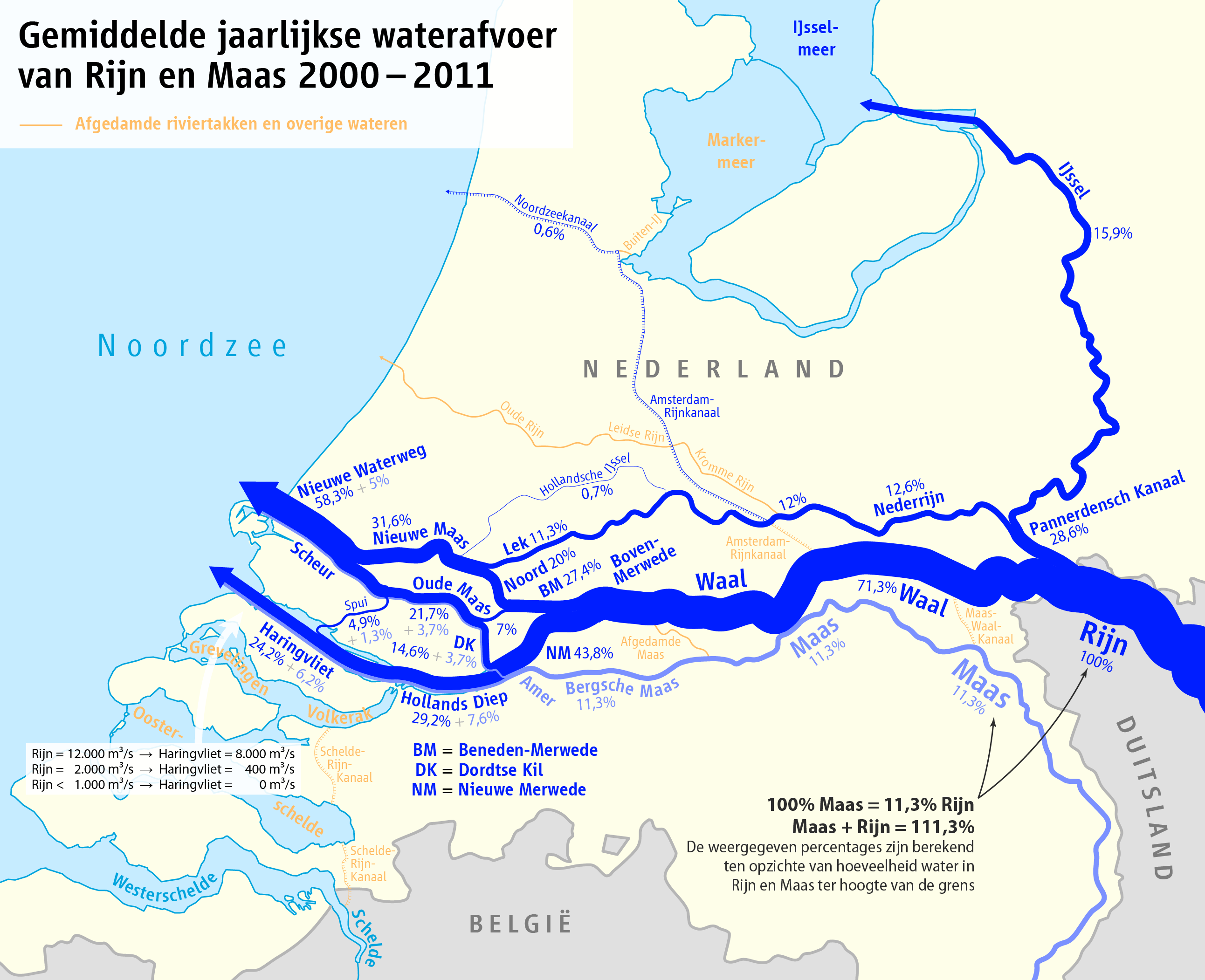
Rijndelta

Bij Spijk passeert de Rijn gedeeltelijk de Nederlandse grens en bij Millingen volledig de Nederlandse grens en begint de delta. Tussen Spijk en Millingen aan de Rijn ligt de grens tussen Duitsland en Nederland feitelijk in het midden van de rivier. Daarna vertakt de rivier regelmatig. Op bestaande en voormalige splitsings- en samenvloeiingspunten veranderen de riviertakken in de delta van naam (zie kopje Naamgeving). De Waal draagt tegenwoordig twee derde van de afvoer, Nederrijn-Lek en IJssel samen de rest (zie kopje Afvoer).
De Rijndelta beslaat de volgende bedijkte gebieden:
- de Liemers, Ooijpolder, Betuwe, delen van het Land van Maas en Waal en de Bommelerwaard in Gelderland
- het IJsseldal en de IJsseldelta in Gelderland en Overijssel,
- de Culemborgerwaard, Tielerwaard en Nederbetuwe in Gelderland,
- het Kromme Rijngebied en de Lopikerwaard in Utrecht,
- het Utrechtse Vechtgebied in Utrecht en Noord-Holland,
- de Vijfheerenlanden, Alblasserwaard, Krimpenerwaard, het Rijnland, het Schieland en het Delfland in Zuid-Holland,

en, gedeeld met de Maas,
- het Land van Heusden en Altena en de Biesbosch in Noord-Brabant en Zuid-Holland,
- het Rijnmondgebied in Zuid-Holland.

| Naam traject               | Eind traject (Rijnkilometer)                                                     | Lengte (km) | Lengte (km) | Debiet (m³/sec) | Debiet (m³/sec) | Stroomgebied (km²) | Stroomgebied (km²) | Zijrivieren (gem. debiet)                          | Hoogte (m)                                                     | Verhang (m/km)            |
| Naam traject               | Eind traject (Rijnkilometer)                                                     | traject     | cumulatief  | traject         | cumulatief      | traject            | cumulatief         | Zijrivieren (gem. debiet)                          | Hoogte (m)                                                     | Verhang (m/km)            |
| -------------------------- | -------------------------------------------------------------------------------- | ----------- | ----------- | --------------- | --------------- | ------------------ | ------------------ | -------------------------------------------------- | -------------------------------------------------------------- | ------------------------- |
| Alpenrhein                 | monding in het Bodenmeer                                                         | 172         | 172         | 228             | 228             | 6.119              | 6.119              | (Voor-Rijn) (54) Achter-Rijn (60) Ill (Oost.) (66) | top Tödi: 3614 Tamins: 584 Bodenmeer: 395                      | 42 1,89                   |
| Hochrhein incl. Bodenmeer  | Bazel (middelste brug) Rkm 166,7                                                 | 207         | 379         | 809             | 1037            | 29.778             | 35.879             | Breg. Ach (67) Thur (47) Aare (560)                | Konstanz: 394 Koblenz (Zw.): 311 Bazel: 246                    | Rheinfall: 23 m 0,81 1,34 |
| Oberrhein                  | Bingen (monding Nahe) Rkm 529                                                    | 364         | 743         | 573             | 1610            | 67.578             | 103.457            | Ill (Fr.) (54) Neckar (145) Main (225)             | Straatsburg: 135 Mannheim: 88 Bingen: 79                       | 0,87 0,36 0,086           |
| Mittelrhein                | Bonn (monding Sieg) Rkm 659                                                      | 130         | 873         | 528             | 2138            | 40.715             | 144.172            | Lahn (52) Moezel (328) Sieg (53)                   | Koblenz (D): 59 Bonn: 45                                       | 0,32 0,21                 |
| Niederrhein met Boven-Rijn | Pannerdense Kop Rkm 868                                                          | 210         | 1083        | 162             | 2300            | 15.767             | 159.939            | Wupper (15) Ruhr (81) Lippe (45)                   | Leverkusen: 37 Duisburg: 20,2 Pan. Kop: 8,50                   | 0,18 0,22 0,11            |
| Rijndelta                  | Hoek van Holland (via Waal) Rkm 1032,8 Afsluitdijk (via IJssel) (Kornwerderzand) | 160 198     | 1243 1281   | 600             | 2900            | 58.400             | 218.339            | Berkel (10) Maas (357) Ov. Vecht (60) IJsselmeer   | Nijmegen: 6,80 Zaltbommel: 1,77 Werkendam: 0,60 Noordzee: 0,00 | 0,11 0,10 0,045 0,008     |

### Zijrivieren in Zwitserland, Frankrijk en Duitsland
De belangrijke zijrivieren van de Rijn zijn de Aare (die bij het Zwitserse Koblenz met de Rijn samenvloeit), de Ill (bij Straatsburg) en in Duitsland de Neckar (Mannheim), de Main (Mainz), de Nahe (Bingen), de Lahn (Lahnstein), de Moezel (Koblenz), de Wied (Neuwied), de Sieg (Bonn), de Ruhr (Duisburg) en de Lippe (Wesel). Al deze rivieren, op de Aare, de Ill, de Nahe en de Moezel na, monden van de orografisch rechterkant in de Rijn uit. De Aare is de zijrivier met het grootste debiet. Bij de instroming is hij groter dan de Rijn zelf.

### Zijrivieren in Nederland
De zijrivieren die zich in Nederland bij de Rijndelta voegen zijn:
- in het zuiden de Maas, met haar zijrivieren, via de Bergsche Maas en de Amer aantakkend op het Hollandsch Diep;
- in het oosten de Oude IJssel, de Berkel, aantakkend op de (Gelderse) IJssel;
- in het zuidwesten de Mark, aantakkend op het Volkerak.

Naar voorkeur kunnen in het uiterste zuidwesten en noordoosten nog de Schelde (deelt in Zeeland enkele estuaria) respectievelijk de Overijsselse Vecht en haar voortzetting, het Zwarte Water (deelt het IJsselmeer), als zijrivier van de Rijndelta beschouwd worden.

### Vertakkingen in Nederland
De Rijn heeft een linker vertakking, de Waal, en vervolgens een rechter vertakking, de (Gelderse) IJssel. De resterende rivier wordt Nederrijn genoemd.
Tot zo'n 800 jaar geleden verdeelde de Rijnafvoer zich over meer dan de huidige drie hoofdtakken (Nederrijn/Lek, Waal en IJssel). Die extra takken, zoals de Kromme Rijn, de Linge benedenstrooms van Tiel en de Hollandse IJssel, zijn in de loop der Middeleeuwen afgedamd, gelijktijdig met het bedijken van de grote rivieren en het sluiten van dijken rondom polders. Dit was ook het begin van grootschalige ontginning van de gebieden tussen de riviertakken tot polders (zie boven) en het aanleggen van doorgaande weteringen en vaarten.
Een voorbeeld is de afdamming van de Kromme Rijn te Wijk bij Duurstede in 1122. Deze Rijntak was in de Romeinse Tijd (Romeinen in Nederland, Limes) en in de Vroege Middeleeuwen (Dorestad, Vikingen) nog een hoofdstroom. Maar in die periode was ook de Lek ontstaan als nieuwe, afsplitsende tak. In de Hoge Middeleeuwen was de Lek de hoofdstroom geworden. De Kromme Rijn was daarbij zo ver verzand geraakt dat afdamming mogelijk was geworden. Het afdammen van de Kromme Rijn en het bedijken van de Nederrijn en Lek maakte veengebieden rondom de stad Utrecht geschikt voor landbouw. Het kanaal de Vaartsche Rijn werd gegraven om de handelsverbinding van Utrecht met de Rijn te handhaven.
Langs de Waal en stroomafwaarts langs de Lek vonden vergelijkbare ontwikkelingen plaats, in de 14e eeuw leidend tot de afdamming van de bedijkte rivieren Linge en Hollandse IJssel bij Tiel resp. Vreeswijk. Stroomopwaarts langs de Nederrijn en langs de (Gelderse) IJssel zijn rivierbochten ten behoeve van de handel, tolheffing en militaire verdediging in de Middeleeuwen doorgesneden en verlegd. In 1530 werd de Rijn bij Arnhem verlegd, een project dat in 1536 werd afgerond. De stad, die is ontstaan langs de St. Jansbeek, kon zich aan de Rijnoever nog beter ontwikkelen, maar wist zich door een ligging direct aan de rivier ook beter te verdedigen tegen de Spaanse dreiging. De Sint-Jansbeek is een waterloop die van de heuvels van Park Zypendaal door Park Sonsbeek en de Arnhemse binnenstad naar de rivier de Rijn stroomt. Andere voorbeelden zijn wijzigingen van de loop van de IJssel bij Zutphen (1357) en bij Doesburg (1552).
Het is niet geheel duidelijk wanneer de Waal, zoals nu, ongeveer 2 keer zo groot werd als de Nederrijn, maar er zijn aanwijzingen dat dit in de 16e eeuw was. Een factor hierbij was de Sint-Elisabethsvloed (1421), want daardoor ontstond een binnenzee, waardoor de afstand naar zee kleiner werd voor de Waal. Een andere factor was de opening van het Vossegat door een dijkdoorbraak in 1539, waardoor de Waal bij de splitsing plotseling door 2 takken gevoed werd. Deze verdeling tussen Waal en Rijn en de plaats van de splitsing waren echter niet stabiel. Na circa 1550 kwam de splitsing bij het punt waar in 1586 fort Schenkenschanz werd gebouwd en werden de Nederrijn en de Waal door een smalle landengte over enkele kilometers gescheiden. Een stabiele afscheiding was toen, tijdens de Tachtigjarige Oorlog, echter van groot strategisch belang, want de rivieren waren verdedigingslinie en het water van onder meer de Nederrijn was een bron voor inundatie. Dat speelde ook al in de Romeinse tijd (Drususdam). Later in de 17e eeuw ging de Waal echter steeds meer domineren, werden Nederrijn en IJssel in de zomer moeilijk bevaarbaar en in het Rampjaar 1672 kon het Franse leger de Rijn bij Lobith eenvoudig oversteken. De Republiek der Zeven Verenigde Nederlanden kende maar weinig nationale eenheid, maar in 1707, tijdens de Spaanse Successieoorlog, kwam wel het Pannerdensch kanaal tot stand. Hierdoor kwam er een nieuwe splitsing: de Pannerdense Kop. Ook de oude splitsing bleef functioneren. Tussen deze splitsingen lagen de Boven Waal en de (oude) Rijn. Hiermee was niet alles opgelost, want in de Bijlandsche Waard, tussen Lobith en de nieuwe splitsing, ontstond een meander (bocht) in de Boven Waal die naar het Noorden groeide en de dijk ondermijnde, waardoor het dorp Oud-Herwen in de Boven-Waal verdween. Vervolgens dreigde de Boven-Waal ook door de dijk van de (oude) Rijn te breken. Daardoor zou echter een enorme toevloed van water in de Nederrijn, Lek en IJssel komen, veel meer dan de dijken van deze rivieren aankonden. Reden dus voor de Republiek te overleggen met Pruisen en de dijk te versterken. Daarna werd de meander afgesneden door in 1775 het Bijlandsche Kanaal te graven. Het ontstaan van de meander in circa 1745 ging ook gepaard met verdere verzanding van de Oude Rijn en meer verplaatsing van de rivier verder stroomopwaarts. Hierdoor kwam Schenkenschanz ten zuiden van de Boven Waal en kwam de Rijn tussen Tolkamer en Spijk in zijn huidige positie, verder naar het Noorden. In het landschap zijn de oude rivierlopen nog herkenbaar: de Griethauser Altrhein bij Kleef is de oude Boven-Waal en verderop de oude Rijn, voor de splitsing. De oude Nederrijn-tak is direct ten oosten van Lobith, loopt met een wijde bocht langs de grens en dan naar het noordwesten tot het gemaal Kandia. De meander in de oude Boven-Waal is met de dijk nog aanwezig pal ten westen van Tolkamer en Lobith. Hij geeft duidelijk aan waar het Bijlandsch Kanaal zich bevindt. De oude Rijn bleef echter nog lang verbinding houden met de Rijn boven Tolkamer. Later was dat alleen nog bij hoge waterstand, als overlaat. Toen deze ten slotte in 1959 gesloten werd, was de Boven-Waal niet meer en is men dit traject Boven-Rijn gaan noemen. Zo heeft ook Nederland een Boven-Rijn.
In het benedenstroomse deel van de delta vloeiden Waal en Maas samen: tot 1421 in het getijdegebied van Oude Maas en Het Scheur en na de Sint-Elisabethsvloed ook via de Biesbosch naar het Hollands Diep, Haringvliet en Grevelingen. De Biesbosch verzandde echter en werd een moerasbos. Daarin werd ook de Merwede opgenomen. De Boven-Merwede werd hierdoor een flessenhals die tot opstuwing en overstroming leidde, wat de aanleiding was tot het graven van de Nieuwe Merwede (1860) en de Bergse Maas (1904) en het afdammen van de Afgedamde Maas bij Andel. Bovendien werd daardoor de afvoer van de Maas verbeterd door de kleinere afstand naar zee.

## Binnenvaart
De bevaarbare Rijn en zijn zijrivieren zijn altijd van groot belang geweest in de Europese binnenvaart. De vaarweg kan gebruikt worden door schepen tot CEMT VIc in Nederland en Duitsland tot bij Koblenz. Verder stroomopwaarts (tot Bazel) is het CEMT-klasse VIb. Het Romeinse Rijk wilde daarom de Rijn als staatsgrens hebben, met een dubbele rol als barrière en als transportroute. Met behulp van kanalen is de Rijn verbonden met andere grote Europese rivieren, zoals de Donau (via het Main-Donaukanaal) en de Rhône (via het Canal du Rhône au Rhin).
Sinds het Congres van Wenen van 1815 is het principe van de vrije scheepvaart ingevoerd op de grote rivieren, waaronder de Rijn. De eerste Rijnvaartakte werd op 31 maart 1831 aangenomen. In 1868 werd de Herziene Rijnvaartakte van kracht.
In 2021 maakten vrachtschepen 131.000 vaarten over de Rijn.

## Geologie
Als grote rivier is de Rijn, naar geologische maatstaven, relatief jong (14-16 miljoen jaar). Tijdens het Mioceen en het vroege Plioceen was de Rijn een kleine rivier die de moerasgebieden in de omgeving van het huidige Keulen afwaterde. Deze moerassen lagen toen dicht bij de kust, waardoor de Rijn inderdaad een geringe lengte had. Door de activiteit van de Baltische Rivier of ook wel Eridanos werd de kustlijn steeds verder naar het Noordwesten verplaatst waardoor de benedenloop van de Rijn verlengd werd. Met de regressie verdwenen uiteindelijk ook de kustmoerassen. De rivier vergrootte daarna stroomopwaarts het stroomgebied, vooral in het Plioceen en het Pleistoceen. Het stroomgebied werd uitgebreid naar Midden- en Zuid-Duitsland en het noorden van Zwitserland. Dit ging vooral ten koste van stroomgebied van Rhône en Donau. Ook delen van het Maas-stroomgebied zijn door de Rijn gekaapt (stroomonthoofding), bijvoorbeeld de bovenloop van de Moezel. Verder was de Wutach, sinds 70.000 jaar zijrivier van de Rijn, ooit een bronrivier van de Donau. De waterscheiding tussen Rijn en Donau blijft in beweging. Ongeveer 60 kilometer van de Donaubronnen ligt, tussen Immendingen en Tuttlingen, de Donauversickerung. Daar verliest de rivier zoveel water in de karstgebieden dat hij gemiddeld 77 dagen per jaar droogvalt. Een groot deel van dit water vloeit ondergronds verder om 11 kilometer verderop als Aachquelle weer aan de oppervlakte te komen. Via de Radolfzeller Aach stroomt het water naar het Bodenmeer, zodat water uit de Donau, die zelf richting Zwarte Zee stroomt, ook in de Noordzee terechtkomt. Het veranderen van de rivierstroomgebieden in Midden-Europa hangt samen met tektonische bewegingen (vooral onder invloed van de vorming van de Alpen).
De Rijnsedimenten zijn meestal goed herkenbaar aan een karakteristieke mineraalsamenstelling. Vooral de zware mineralen zijn daarbij van belang. De samenstelling van de zware mineralen inhoud van Rijnzanden weerspiegelt de historie van de rivier. Elke bovenstroomse vergroting van het stroomgebied voegde de uit dat gebied karakteristieke mineralen aan het zand toe. Deze veranderingen weerspiegelen niet alleen de historie van de rivier, ze zijn ook een heel belangrijk hulpmiddel in de Nederlandse stratigrafie. Van sommige bovenstrooms gebeurtenissen die in de mineraalinhoud zichtbaar zijn, is de absolute ouderdom bekend en dit wordt gebruikt de verschillende Rijnsedimenten in Nederland te ordenen en in de geologische tijd te plaatsen. Enkele lithostratigrafische eenheden die op afzettingen van de Rijn zijn gebaseerd zijn de formaties van Sterksel, Urk en Kreftenheye.
Tijdens het Pleistoceen, vooral na het verdwijnen van de Baltische Rivier ongeveer één miljoen jaar geleden, heeft de Rijn in Midden en Noord-Nederland afzettingen neergelegd. In eerste instantie vooral ZO-NW door Limburg en Brabant richting West-Nederland, later meer Z-N door Oost+Nederland (Veluwe, Achterhoek, Flevoland) tot in Friesland. De Rijn heeft hierbij steeds in de Noordzee uitgemond, getuige ingeschakelde kustafzettingen. Dit was zowel het geval tijdens interglacialen, waarin de zeespiegel op vergelijkbare hoogte lag als tegenwoordig, als tijdens glacialen waarin de zeespiegel vele tientallen meters lager stond. Tijdens de meeste ijstijden lag het Zuiden van de Noordzee daardoor droog. Rivieren als IJzer, Maas, Schelde en Theems werden tijdens deze lage zeespiegelstanden zijrivieren van de Rijn.
Tijdens één of meer Midden Pleistocene ijstijd(en) zijn de ijskappen van Scandinavië en Schotland samengevloeid tot één grote ijskap waardoor afvloeiing van het rivierwater naar het Noorden geblokkeerd werd. Het rivierwater vormde met het smeltwater van deze Noordelijke ijskap een smeltwatermeer dat via een drempel ter plaatse van het huidige Nauw van Calais 'overliep' naar het Kanaal. Door erosie van het afvloeiende smeltwater werd deze drempel verder verlaagd. Als gevolg van deze situatie liep de toenmalige Rijn tijdens enkele eropvolgende ijstijden door het huidige Nauw van Calais en Het Kanaal, om vervolgens uit te monden in de Atlantische Oceaan ten Noordwesten van Bretagne, waarbij ook Franse rivieren als de Somme en de Seine en Britse zoals de Solent als zijrivier werden opgenomen. Deze situatie was vooral tijdens delen van de laatste ijstijd (het Weichselien) aanwezig.
De huidige positie van de Rijn-delta in Nederland (Waal, Nederrijn) is overgeërfd uit de laatste ijstijd. De huidige riviertakken zijn, afgezien van gegraven delen en de Biesbosch-storminbraak, tussen 4000 en 1300 jaar geleden (2000 v.Chr-700 n.Chr.) ontstaan, en tussen 1100 en 1300 bedijkt en afgedamd.

## Steden en dorpen
Op zijn tocht stroomt de Rijn langs, en soms door, een groot aantal plaatsen. Deze plaatsen staan hieronder opgesomd, met daarbij de oever waarop ze liggen. Bij plaatsen aan beide oevers staat de zijde met het centrum eerst vermeld.

### Langs de Rijn
Langs de Rijn in Zwitserland liggen de volgende steden.
- Ilanz (l/r)
- Splügen (l/r)
- Chur (r)
- Vaduz (r, in Liechtenstein)
- Konstanz (l/r, Konstanz is Duits, maar ligt aan de zuidoever van het Bodenmeer)
- Schaffhausen (r)
- Bazel (l/r)

In Frankrijk ligt aan de Rijn:
- Straatsburg (l)

In Duitsland liggen aan de Rijn:
| - Neuenburg am Rhein (r) - Breisach am Rhein (r) - Kehl (r) - Karlsruhe (r) - Speyer (l) - Mannheim (r) - Ludwigshafen am Rhein (l) - Worms (l) - Mainz (l) - Wiesbaden (r) - Rüdesheim am Rhein (r) - Kamp-Bornhofen (r) - Lahnstein (r) - Koblenz (l/r) - Andernach (l) | - Bad Honnef (r) - Königswinter (r) - Bonn (l/r) - Keulen (l/r) - Düsseldorf (r/l) - Neuss (l) - Krefeld (l) - Duisburg (r) - Moers (l) - Wesel (r) - Xanten (l) - Rees (r) - Emmerik (r) |

Enkele kilometers ten westen van Emmerik verlaat de Rijn Duitsland en stroomt dan Nederland binnen. In Nederland liggen aan de Rijn:
- Spijk (r)
- Tolkamer (r)
- Millingen aan de Rijn (l)

### Langs deNederrijn,Lek,Nieuwe MaasofNieuwe Waterweg
| - Loo (r) - Huissen (l) - Arnhem (r/l) - Oosterbeek (r) - Renkum (r) - Wageningen (r) - Rhenen (r) - Elst (Ut) (r) - Eck en Wiel (l) - Amerongen (r) - Maurik (l) - Wijk bij Duurstede (r) - Culemborg (l) | - Vianen (l) - Vreeswijk (r) - Schoonhoven (r) - Lekkerkerk (r) - Nieuw-Lekkerland (l) - Krimpen aan de Lek (r) - Rotterdam (r/l) - Schiedam (r) - Vlaardingen (r) - Maassluis (r) - Rozenburg (l) - Hoek van Holland (r) |

### Langs deWaal,Boven-Merwede-Beneden-Merwede-Nieuwe MerwedeofOude Maas
- Gendt (r)
- Nijmegen (l/r)
- Tiel (r)
- Zaltbommel (l)
- Tuil (r)
- Haaften (r)
- Zuilichem (l)
- Nieuwaal (l)
- Herwijnen (r)
- Vuren (r)
- Woudrichem (l)
- Gorinchem (r)
- Werkendam (l)
- Hardinxveld-Giessendam (r)
- Sliedrecht (r)
- Dordrecht (l/r)
- Zwijndrecht (r)
- Oud-Beijerland (l)
- Spijkenisse (l)

### Langs deIJssel
| - Arnhem (l) - Westervoort (r) - Rheden (l) - Dieren (l) - Olburgen (r) - Doesburg (r) - Brummen (l) - Bronkhorst (r) - Zutphen (r) - Wilp (l) - Deventer (r) | - Voorst (l) - Twello (l) - Olst (r) - Veessen (l) - Vorchten (l) - Wijhe (r) - Hattem (l) - Zwolle (r) - Kampen (l) - IJsselmuiden (r) |

### Langs deKromme RijnenOude Rijn
| - Wijk bij Duurstede (l) - Cothen (l/r) - Werkhoven (l) - Odijk (l) - Bunnik (l) - Utrecht (l/r) - De Meern (l/r) - Harmelen (l/r) - Woerden (l/r) - Nieuwerbrug aan den Rijn (l/r) | - Bodegraven (l/r) - Zwammerdam (l/r) - Alphen aan den Rijn (l/r) - Koudekerk aan den Rijn (r) - Hazerswoude-Rijndijk (l) - Zoeterwoude-Rijndijk (l) - Leiderdorp (r) - Leiden (l-r) - Valkenburg (l) - Rijnsburg (r) - Katwijk (l-r) |

### Nederlandse grens
Oorspronkelijk kwam de Rijn Nederland binnen bij Lobith. In de loop der eeuwen is langs het stuk rivier tussen Emmerik en Arnhem verkorting na verkorting toegepast. Lobith ligt nu aan een oude rivierarm: de Oude Rijn.
Een ander dorpje is juist gesplitst door de huidige loop van de Rijn: Spijk. En sinds in 1817 de rechteroever van het dorp, tezamen met Lobith, van Duits (Kleefs) grondgebied Nederlands grondgebied werd, verlaat de Rijn bij Spyk (op de Duitse linkeroever) Duitsland, en komt de Rijn bij Spijk (op de Nederlandse rechteroever) Nederland binnen.
Als grens voor de scheepvaart geldt in de regelgeving het Spijkse Veer bij kilometerraai 857,40.
Nog een dorpje dat aan de grens een belangrijke plaats innam, is Tolkamer. De naam van het dorp komt uit de tijd dat daar schippers die vracht vervoerden van Duitsland naar Nederland tol moesten betalen, de zogenaamde Tol Kamer.
Lobith, Tolkamer en Spijk behoren sinds 1 januari 2018 tot de gemeente Zevenaar, daarvoor tot de gemeente Rijnwaarden.

## Sluizen in de Rijn

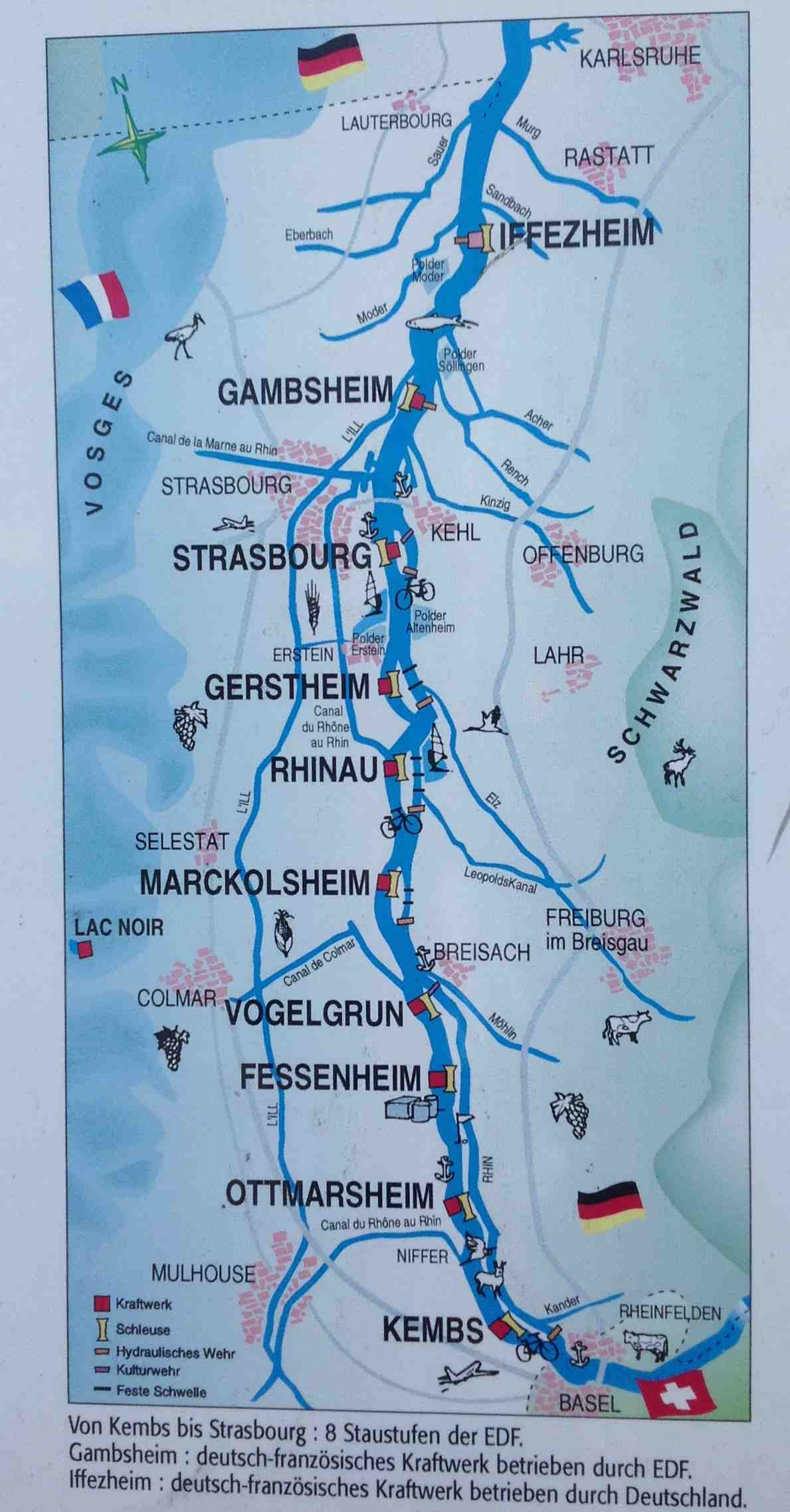
Kaart van sluizen en waterkrachtcentrales tussen Kembs en Iffezheim

De Rijn telt in totaal twaalf schutsluizen voor de scheepvaart met daarbij behorende stuwen en waterkrachtcentrales. De sluizen van Augst en Birsfelden liggen in Zwitserland, de volgende negen liggen in lateraalkanalen op Frans gebied. De laatste sluis met stuw ligt bij Iffezheim in Duitsland, bij Rijnkilometer 333. De achtergrond hiervan is dat Frankrijk op grond van internationale verdragen het recht heeft de waterloop van de Rijn te verplaatsen en de waterkracht te benutten. Het grootste kanaal is het Grand Canal d'Alsace, van Kembs tot Vogelgrun. Hierdoor stroomt bij normale waterstand een groot deel van het Rijnwater. De sluizen liggen allemaal in de bovenloop van het bevaarbare deel van de rivier.
| - Augst (Rkm 155) - Birsfelden (Rkm 164) - Kembs (Rkm 179) - Ottmarsheim (Rkm 194) - Fessenheim (Rkm 210) - Vogelgrun (Rkm 225) | - Marckolheim (Rkm 240) - Rhinau (Rkm 257) - Gerstheim (Rkm 272) - Strasbourg (Rkm 288) - Gambsheim (Rkm 309) - Iffezheim (Rkm 333) |

## Afvoer

### Volume

Verdeling van de afvoer over de Rijntakken in Nederland, onder normale omstandigheden

Over het jaar gemiddeld bedraagt de afvoer van de Rijn ca. 2200 m³/s (debiet) bij Lobith). Vanaf een afvoer van 4000 m³/s beginnen de uiterwaarden tussen dijk en rivier te overstromen. Extreme afvoeren in 1926 en 1995 bedroegen ca. 12.280 respectievelijk 11.885 m³/s. Dit zijn de hoogste waargenomen afvoeren van de Rijn, waarbij de afvoer nauwkeurig berekend kon worden uit waterstandsmetingen en verhangmetingen en gegevens over de doorsnede van de geul.
In historie en prehistorie zijn er extremere hoogwaters geweest, en op statistische gronden wordt daar ook voor in de toekomst rekening mee gehouden. De dijken langs de Rijn zijn dan ook ontworpen op het keren van een afvoer van 16.000 m³/s (bij Lobith, zich verdelend over de takken), waarvan de kans van jaarlijks optreden wordt geschat op 1/1250 per jaar. Het onderhoud van de dijken en de inrichting van uiterwaarden zijn bij wet op de 1/1250 maatgevende afvoer afgestemd (Wet op de Waterkering).
Over het algemeen wordt de verdeling van de afvoer over de verschillende Rijntakken, de Waal, de Nederrijn en de IJssel, door Rijkswaterstaat geregeld. Met name de waterdieptes op de Waal zijn van cruciaal belang voor de scheepvaart, dus bij lage afvoeren krijgt die prioriteit.
Onder normale omstandigheden wordt de afvoer als volgt verdeeld:
- 2/3 - Waal
- 1/3 - Pannerdensch kanaal (naar het splitsingspunt Nederrijn/IJssel)
  - 2/3 - Nederrijn/Lek (2/9 van totaal)
  - 1/3 - IJssel (1/9 van totaal)

### Veiligheid
De Nederlandse rivierdijken moeten waterstanden kunnen weerstaan die hooguit eens per 1250 jaar kunnen voorkomen. Voor zeedijken geldt een veiligheidshoogte van eens per 10.000 jaar. Tijdens de hoogwaters van 1995 moesten echter uit grote gebieden in de Betuwe en andere rivierpolders in Gelderland in totaal circa 200.000 mensen worden geëvacueerd omdat de dijken onder andere bij het dorp Ochten het dreigden te begeven. Het debiet bedroeg toen ruim 12.000 m³/s.
Door de klimaatverandering verwacht het KNMI echter dat de jaarlijkse neerslag in het hele stroomgebied van de Rijn zal toenemen. Oorspronkelijk valt een groot deel van de neerslag in het stroomgebied op grotere hoogte in de winter, wanneer de zijrivieren veel water aanvoeren, en blijft dan als sneeuw liggen. Pas laat in de lente gaat dit smelten en daardoor heeft de bovenloop hoogwaters in de zomer, wanneer de zijrivieren in Duitsland juist weinig water hebben. Dit gunstige afvoerregiem is aan het veranderen door opwarming in de Alpen. Daarnaast stroomt de Rijn door een zeer dichtbevolkt gebied met een verregaande verstedelijking. Door asfalt en regenpijpen zakt de neerslag niet in de grond en komt het water sneller in de rivier terecht. Bovendien krijgt de rivier steeds minder ruimte om te overstromen naar brede uiterwaarden en in natuurgebieden met oude rivierarmen. Rijkswaterstaat verwacht daarom dat de eens-per-1250-jaar-afvoer in het jaar 2050 ongeveer 18.000 m³/s zal bedragen.
Eind 2006 werd de PKB-fase afgerond en gingen gemeenten, provincies en waterschappen van start met de uitwerking van de plannen. De maatregelen zijn bedoeld als investering in de veiligheid en de vitaliteit van het rivierengebied. Het project Ruimte voor de rivier is in het leven geroepen om te zorgen dat er meer water van de rivieren kan wegstromen in natuurgebieden, waardoor er minder kans is op overstromingen in bewoonde gebieden en dit ook op een ecologische, duurzame wijze te doen.
Plannen voor het inrichten van grootschalige overloopgebieden zijn zowel in Nederland als in Duitsland voorlopig niet haalbaar gebleken.

### Laagterecord
De waterstand van de Rijn bij Lobith bereikte op 29 oktober 2018 een laagterecord van 6,49 m boven NAP.De vorige laagterecords dateren van 30 november 2011, toen de Rijn een stand bereikte van 6,89 m boven NAP, en uit 2003 met 6,90 m boven NAP. Het record werd 17 augustus 2022 gebroken met 6.48.
Deze laagste waterstand ten opzichte van NAP betekent niet dat nog nooit eerder zo weinig water door de Rijn heeft gestroomd. Dat toch een record werd bereikt heeft te maken met de bodemligging van de Rijn. De rivierbodem bij Lobith daalt door erosie ongeveer twee centimeter per jaar en snijdt daarmee als het ware in in het landschap. Doordat de bodem daalt, daalt het waterpeil automatisch mee. Ook bij de lage waterstand van net iets minder dan 7,00 m boven NAP voert de Rijn nog altijd 789 m³/s af. Tijdens het laagwater in september 1991 was de afvoer vergelijkbaar, maar bedroeg de waterstand ten opzichte van NAP nog 7,16 m. Dat was toen een record.
Qua vaardiepte voor de schepen is het verschil tussen de gemeten waterstand en de bodemligging van de rivier van belang. Doordat beide door de bodemdaling in ongeveer dezelfde mate worden beïnvloed heeft bodemdaling weinig effect op de vaardiepte. Er werd daarom in 2003 en 2011 wel een laagterecord in de waterstand, maar geen laagterecord in vaardiepte bereikt.
Een aantal extreem lage waterstanden werd bekend door rotsen in de rivierbedding die boven water kwamen en "sprekende stenen" worden genoemd. In 1704 werd een rots bij Sankt Goar zichtbaar en in 1811 en 1919 was de zogenoemde wijnsteen bij Rüdesheim zichtbaar. In 1911 kwamen de puntige Zeven Maagden bij Kaub en bij de Burg Pfalzgrafenstein in de Palts boven water.

### Hoogterecord
In 1995 bereikte de Rijn bij Lobith een stand van 16,68 m boven NAP. Dit leidde toen tot een gedeeltelijke evacuatie van het Rivierenland.

## Waterkwaliteit

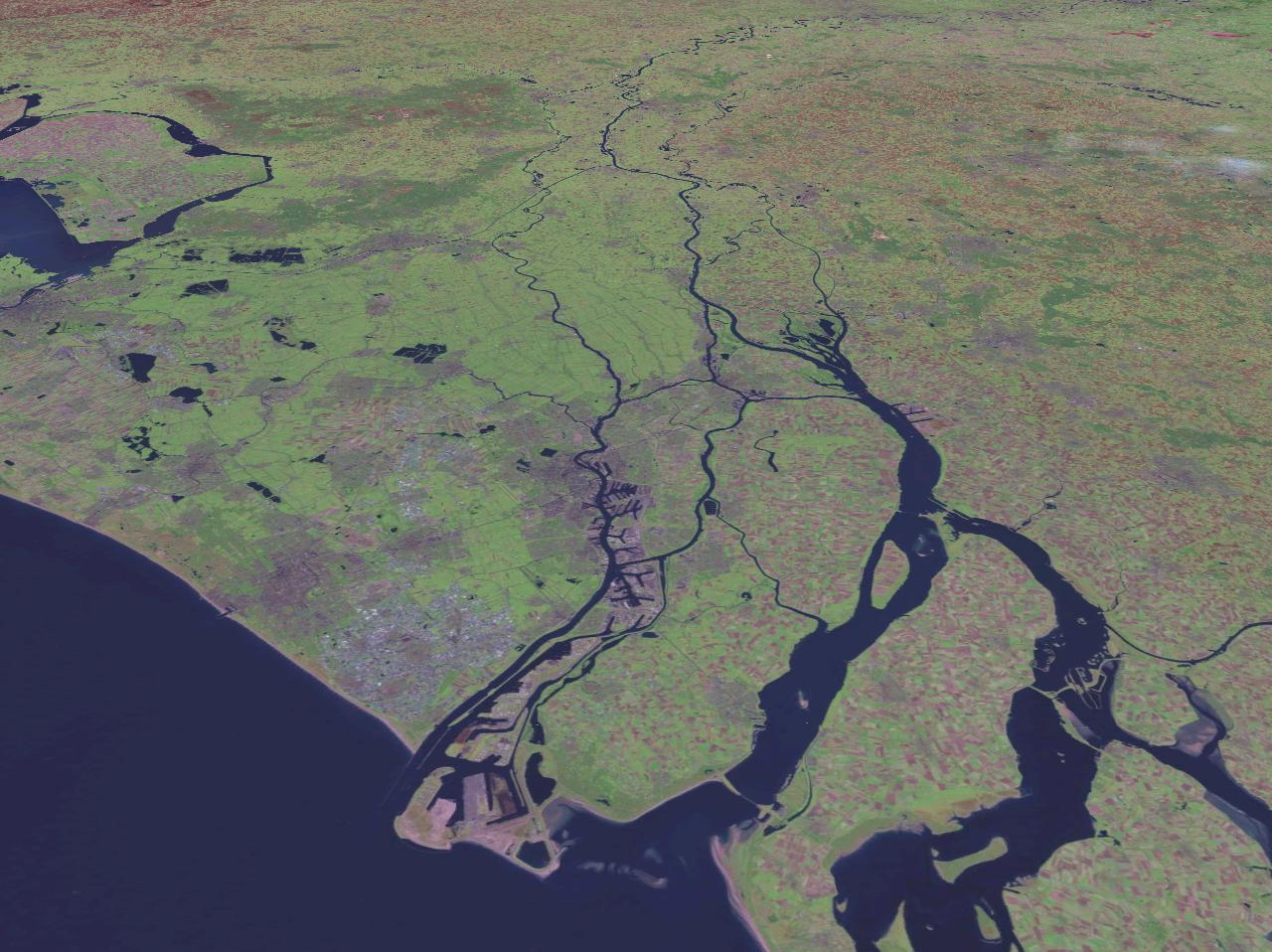
De monding van de Rijn

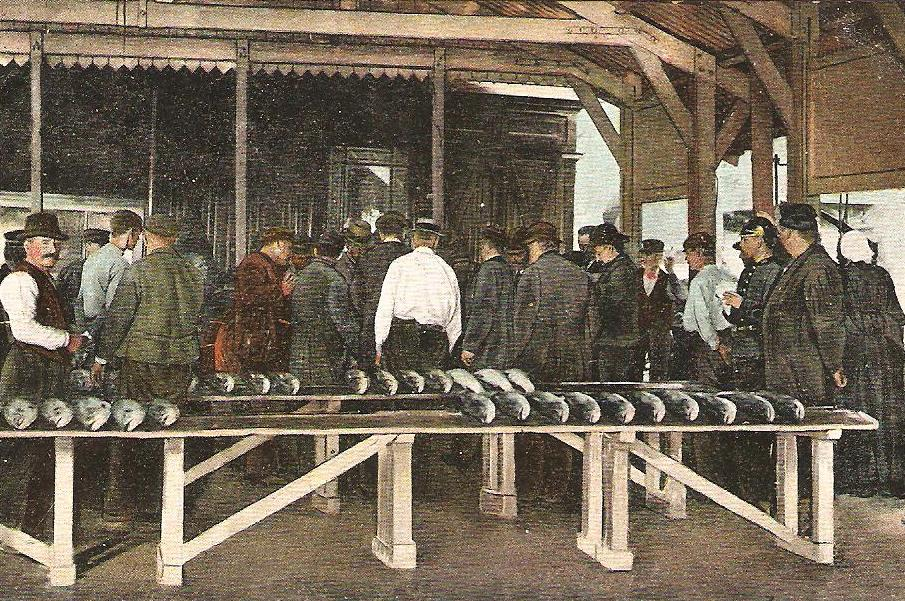
Zalmafslag Kralingsche Veer Rotterdam 1905

Midden jaren zestig was het water in de Rijn sterk vervuild. Er werd veel ongezuiverd afvalwater in geloosd door de vele huishoudens en industrieën langs de rivier. De vervuiling was zo sterk dat nagenoeg al het leven uit de Rijn verdwenen was. De waterkwaliteit van de Rijn kwam in de aandacht van milieugroeperingen (Actiegroep Reinwater bv), media en overheden. Voor Nederland was de waterkwaliteit ook van direct belang omdat daar water uit de Rijn werd ingenomen om er drinkwater van te maken. De vervuiling door stroomopwaarts gelegen gebieden vormde daarbij een groot probleem.
Er kwamen steeds strengere regels en het water werd steeds meer gezuiverd alvorens te worden geloosd. Ook werd er een internationaal overleg in het leven geroepen door de landen die in het stroomgebied van de Rijn lagen: Nederland, Duitsland, Frankrijk en Zwitserland. Hier werden afspraken gemaakt om de waterkwaliteit te verhogen.
Een sprong voorwaarts werd gemaakt na een ongeluk bij het chemiebedrijf Sandoz in Basel in 1986. Bij dit ongeluk stroomden grote hoeveelheden giftige chemicaliën de Rijn in. Door de grote aandacht die dit kreeg in de media, werden bedrijven en overheden gestimuleerd om de aanpak van de vervuilingen en de veiligheid te verbeteren. Een van de hardnekkigste problemen was de lozing van zout door de kalimijnen in Frankrijk. Zout is lastig uit het water te zuiveren en vormde een probleem voor de inname van drinkwater in Nederland. Door diverse maatregelen verbeterde de waterkwaliteit zodanig dat de zalm kon terugkeren in de Rijn. Thermische verontreiniging door koelwater van bijvoorbeeld elektriciteitscentrales verdient meer aandacht.
Anno 2020 blijkt dat weliswaar bepaalde stoffen niet meer, of veel minder geloosd worden (bijvoorbeeld zware metalen). Andere chemische verbindingen zijn er voor in de plaats gekomen. Bedrijven lozen nog steeds en er komen medicijnresten via het riool in de rivier. Drinkwaterbedrijven slagen er wel nog steeds in veilig drinkwater van Rijnwater te maken. Op 13 februari 2020 werd in Amsterdam de 16e Rijnministersvergadering (de Rijncommissie) gehouden om tot nieuwe maatregelen te komen, ten behoeven van de waterkwaliteit van de Rijn. Afgesproken werd om de lozing van afvalstoffen tot 2040 met 30% te verminderen.

## Natuur langs de Rijn
Op de gronden langs de Rijn komen diverse wilde plantensoorten voor die in Nederland kenmerkend worden gevonden voor dit gebied. De meeste komen uit Midden- en Zuid-Europa en zijn naar alle waarschijnlijkheid door het Rijnwater aangevoerd. Bovendien zijn de zandgronden die door de Rijn zijn afgezet relatief kalkrijk, wat ook gunstig is voor veel soorten. Deze soorten worden binnen de Nederlandse floristiek aangeduid met stroomdalflora.

### Status van natuurmonument
Door de Duitse deelstaat Noordrijn-Westfalen is voor de Rijn de status van Natuurmonument aangevraagd. Het project Gelderse Poort, een samenwerking tussen Nederland en Duitsland, is een schoolvoorbeeld van natuurontwikkeling. De belangentegenstellingen zijn echter groot, omdat een hogere waardering voor de natuur leidt tot mogelijke aanpassingen met betrekking tot scheepvaart en waterbeheer.